# Тиагабин
Тиагабин — противосудорожный препарат, использующийся в основном при эпилепсии. Также, применяется офф-лейбл при терапии тревожных расстройств.

## Механизм действия тиагабина
Тиагабин блокирует обратный нейрональный захват ГАМК, что приводит к увеличению концентрации этого нейромедиатора, увеличивающего ток ионов хлора через клеточные мембраны.
Тиагабин применяют в качестве вспомогательного средства при неподдающихся лечению парциальных припадках. В сочетании с другими противоэпилептическими средствами тиагабин значительно снижает частоту судорожных приступов (на 50 % и более) примерно у 25 % пациентов с устойчивыми комплексными парциальными судорогами и у 32 % пациентов с простым комплексом судорог.

## Фармакокинетика тиагабина
Тиагабин практически полностью всасывается в кишечнике и интенсивно связывается с белками плазмы (на 96 %) — преимущественно с сывороточным альбумином и кислым альфа-1-гликопротеином. В организме тиагабин, по-видимому, окисляется ЗА-изоформой цитохрома Р450, а затем взаимодействует с глюкуроновой кислотой. Тиагабин выводится с желчью и мочой. Период его полувыведения у взрослых больных составляет 7-9 часов, но на этот показатель влияют средства, изменяющие уровень цитохрома Р450

## Побочные эффекты
Наиболее распространенным побочным эффектом тиагабина является головокружение. Другие побочные эффекты, которые наблюдались: астения, сонливость, нервозность, ухудшение памяти, тремор, головная боль, диарея и депрессия.